# Panjang
Panjang is een eiland in de Molukken in Indonesië. Het is 20 km² groot en steekt nauwelijks boven de zeespiegel uit. Er komen slechts twee zoogdieren voor, de koeskoes Spilocuscus maculatus, die waarschijnlijk lang geleden geïntroduceerd is, en de vleermuis Pteropus chrysoproctus.
In het Indonesisch wordt het eiland Pulau Panjang genoemd, wat "lang eiland" betekent. "Pulau" betekent "eiland" en "panjang" betekent "lang".
Panjang ligt voor de kust van Fak-Fak en was een uitkijkpunt naar de rest van de Molukken. De toenmalige Nederlandse militairen hadden daar op het zuidelijkste punt een schietschijf.
Aan de westzijde is een zeer mooi strand. Er staat een vakantie onderkomen. Wordt in de weekeinden gebruikt door welgestelde Fak-fak ers. Aan de oostzijde zeer gevaarlijke stromingen. Deze kant wordt gebruikt door Japanse fabrieksschepen om de door Koreaanse vissers aangevoerde vis te verwerken. Er leven ook herten en wilde zwijnen.